# Vrpolje (żupania brodzko-posawska)
Vrpolje – wieś w Chorwacji, w żupanii brodzko-posawskiej, w gminie Vrpolje. W 2011 roku liczyła 1759 mieszkańców.